# Moldovița
Moldovița est une commune du județ de Suceava en Roumanie.